# Ectinosoma breviarticulatum
Ectinosoma breviarticulatum är en kräftdjursart som beskrevs av Lang 1965. Ectinosoma breviarticulatum ingår i släktet Ectinosoma och familjen Ectinosomatidae. Inga underarter finns listade i Catalogue of Life.